# Mark Wilkinson (Sänger)

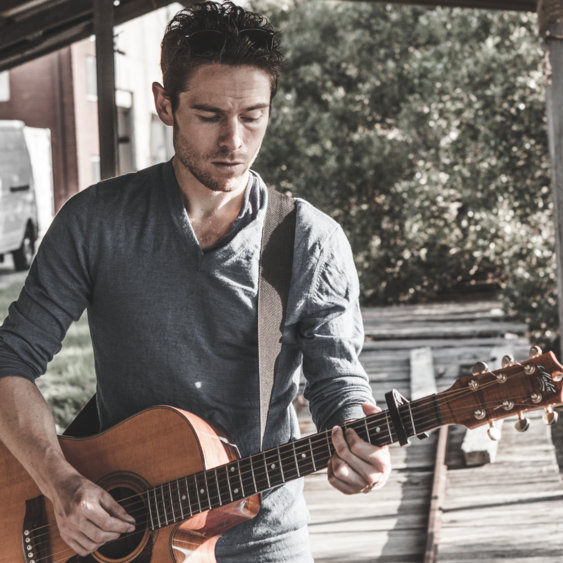
Mark Wilkinson bei der Aufnahme eines Musikvideos in Sydney, 2013

Mark Wilkinson (* 12. August in Buckinghamshire, England) ist ein australischer Songwriter und Sänger. Er wurde durch seine tiefgründigen Texte, melodische Begabung und leidenschaftliche Performance schnell zu einem der bekanntesten Musiker Australiens.

## Leben
Kurz nach seiner Geburt zog Wilkinsons Familie nach Singapur. Als er vier Jahre alt war, zogen sie nach Australien, wo er die Sydney Grammar School besuchte und anschließend seinen Bachelor of Arts/Commerce an der Universität von Sydney absolvierte. Seine Leidenschaft für das Gitarrespielen entdeckte er erst während seiner Zeit als Student.

## Karriere
Im Jahr 2006 veröffentlichte er seine unabhängige Debüt-EP Cellophane Life, die mit ihren 6-Tracks einen Einblick in sein lyrisches Geschick und emotionalem Sound gibt. Der Titeltrack und Baptism By Fire brachten ihn in das Finale des New Artist To Radio Wettbewerbs von Commercial Radio Australia.
Im Jahr 2007 ging er mit dem aktuellen Australian Idol Gewinner Damien Leith auf Tour und spielte landesweit vor Tausenden Fans. Kurz darauf wurde Peer Music, der weltweit größte unabhängige Musikverlag, auf ihn aufmerksam und Wilkinson unterzeichnete einen weltweiten Vertrag.
Das Jahr 2008 begann er mit mehreren Konzerten an der australischen Ostküste. Daraufhin tourte er zwei Monate durch Europa und gab Konzerte in ganz Irland, England, Frankreich und Deutschland. Dort schloss er sich mit dem Songwriter Adam Argyle zusammen und arbeitete mit David Grays Produzent und Band in London. Der Erfolg seiner Europatournee brachte ihn zur Popkomm Konferenz in Berlin, wo er vor Mitgliedern der internationalen Musikindustrie auftrat.
Im Rahmen der Forces Entertainment Tour 2009 trat er  auf den Salomonen für dort stationierte australische Soldaten auf. Um seine Musik öffentlich zur Verfügung zu stellen, startete er im April die Kampagne A Year of YouTube. Die Voraussetzung der Kampagne war es, ein Jahr lang jede Woche einen originalen Song zu veröffentlichen. Des Weiteren wird er von Australiens größter Entertainment Agentur The Harbor Agency unter Vertrag genommen.
Anfang 2010 begleitete er den Grammy-Gewinner Michael Bolton auf seiner Tournee. Gefolgt von Tourneen mit Ian Moss (Cold Chisel), John Stevens (Noiseworks) und Shannon Noll. Daraufhin flog er nach China, um Australien auf der World Expo zu repräsentieren.
Mit mehr als 20.000 auf Konzerten verkauften Kopien seiner EPs, ging er zurück ins Studio, um mit dem Produzenten Sean Carey sein Debütalbum Truth Came Running aufzunehmen, das im März 2011 veröffentlicht wurde. Die Leadsingle All I Ever Wanted wurde von Radio- und Fernsehsendern im ganzen Land ausgestrahlt. Im Oktober 2011 veröffentlichte er seine dritte EP Sweet White Lies, auf die seine „A Friend On The Road“-Tour folgte. Er begleitete unter anderem auch Boyce Avenue auf seiner Australien-Tour und trat im Vorprogramm von Kings of Leon in der Allphones Arena in Sydney auf.
Anfang 2012 erschien das Album Live at the Basement. Das Live-Album wurde während der A Friend On The Road-Tournee im The Basement in Sydney aufgenommen. Im März 2012 tourte er mit seiner Caught In A Moment-Tour durch Australien, mit landesweit ausverkauften Konzerten. Kurz darauf veröffentlichte er das Solo-Akustikalbum Hand Picked und gab eine Handvoll Konzerte in Kirchen in Sydney und Melbourne.
In Zusammenarbeit mit dem Produzenten Ollie McGill begann er im November 2012 die Arbeit an seinem zweiten Studioalbum Let The River Run. Das Album wurde in den Wavetrain Studios in Taren Point, NSW aufgenommen, in den Ivory Lane Studios in Gosford, NSW gemixt und in den Abby Road Studios in London gemastert.
MGM in Australien und Neuseeland übernahm den Vertrieb incl. der weltweiten digitalen Verbreitung. Let The River Run wurde im August 2013 veröffentlicht und schoss sofort auf Platz 2 der australischen iTunes-Singer-Songwriter-Album-Charts und Platz 20 der allgemeinen australischen iTunes-Album-Charts. Im November 2013 war das Album auf Platz 1 der iTunes-Charts. Im Juli 2013 startete er seine Tournee, um das Album mit Konzerten in ganz Australien, einer Debüt Amerika-Tour im Oktober, einer Debüt Neuseeland Tour im November und Endjahres-Shows in Sydney, zu vermarkten. Die Endjahres-Shows waren in Rekordzeit ausverkauft.

## Diskografie

### Alben
| Jahr | Titlel                  | Released     | Label                                | Format |
| ---- | ----------------------- | ------------ | ------------------------------------ | ------ |
| 2006 | Cellophane Life         | 2006         | Independent (MW001)                  | EP     |
| 2008 | Counting Down The Hours | 2008         | Independent (MW002)                  | EP     |
| 2011 | Truth Came Running      | 4 March 2011 | Independent/MGM Distribution (MW005) | CD     |
| 2011 | Sweet White Lies        | October 2011 | Independent (MW006)                  | EP     |
| 2012 | Live at The Basement    | March 2012   | Independent (MW007)                  | CD     |
| 2012 | Hand Picked             | July 2012    | Independent (MW008)                  | CD     |
| 2013 | Let The River Run       | August 2013  | Independent (MW009)                  | CD     |

### Singles
| Jahr | Titel                  | Album              |
| ---- | ---------------------- | ------------------ |
| 2011 | All I Ever Wanted      | Truth Came Running |
| 2011 | My Friend              | Sweet White Lies   |
| 2012 | Benny’s On The Rooftop | Let The River Run  |